# Szürkehátú gébics
A szürkehátú gébics (Lanius cabanisi) a madarak osztályának verébalakúak (Passeriformes) rendjén belül a gébicsfélék (Laniidaee) családjába tartozó faj.

## Rendszerezése
A fajt Ernst Hartert német ornitológus írta le 1906-ban.

## Előfordulása
Kelet-Afrikában, Kenya, Szomália és Tanzánia területén honos. Természetes élőhelyei a szubtrópusi vagy trópusi szavannák és cserjések, valamint szántóföldek. Állandó, nem vonuló faj.

## Megjelenése
Testhossza 30 centiméter, testtömege 69-80 gramm.
|  |  |

## Természetvédelmi helyzete
Az elterjedési területe nagyon nagy, egyedszáma pedig stabil. A Természetvédelmi Világszövetség Vörös listáján nem fenyegetett fajként szerepel.